# Chevilly (Loiret)
Chevilly település Franciaországban, Loiret megyében. Lakosainak száma 2653 fő (2022. január 1.). Chevilly Artenay, Bucy-le-Roi, Cercottes, Gidy, Huêtre, Saint-Lyé-la-Forêt és Sougy községekkel határos.

## Népesség
A település népességének változása:
| Lakosok száma | 1456 | 2626 | 2485 | 2406 | 2713 | 2713 | 2662 | 2658 | 2634 | 2653 |
|               | 1968 | 1982 | 1990 | 2006 | 2013 | 2015 | 2017 | 2019 | 2020 | 2022 |